# Лі Девід
У цьому корейському імені прізвище (Лі) стоїть перед особовим ім'ям.
Лі Девід (кор. 이다윗; нар. 3 березня 1994, Інчхон, Південна Корея) — південнокорейський актор. Насамперед відомий своїми ролями другого плану в другому сезоні серіалу «Гра в кальмара», серіалі «Ітевон клас», фільмах «Поезія» і «Лінія фронту». Він також зіграв головні ролі у фільмах «Романтика Джо» та «Плутон».

## Фільмографія

### Кіно
| Рік  |   | Українська назва                         | Оригінальна назва                | Роль                  |
| ---- | - | ---------------------------------------- | -------------------------------- | --------------------- |
| 2007 | ф | Справа про вбивство на Райському острові | кор. 극락도 살인사건             | Тае-гі                |
| 2010 | ф | Поезія                                   | кор. 시                          | Чон Вук               |
| 2010 | ф | Кривавий невинний                        |                                  | Сон Хо                |
| 2011 | ф | Спати з ворогом                          | кор. 적과의 동침                 | Донг-ву               |
| 2011 | ф | Лінія фронту                             | кор. 고지전                      | Нам Сон Сік           |
| 2011 | ф | Головна зброя — лук                      | кор. 최종병기 활                 | Молодий Нам-ї         |
| 2011 | ф | Романтика Джо                            | кор. 로맨스 조                   | Молодий Романс Джо    |
| 2012 | ф | Плутон                                   | кор. 명왕성                      | Кім Джун              |
| 2013 | ф | Терор в прямому ефірі                    | кор. 더 테러 라이브              | Пак Шін Ву            |
| 2014 | ф | Комікси про зомбі Шінчона                | кор. 신촌좀비만화                | Син Хо                |
| 2014 | ф | Архіпелаг: епоха повстання               | кор. 군도: 민란의 시대           | Молодший брат Чжу Юна |
| 2016 | ф | Чистий                                   | кор. 순정                        | Гае-Дук               |
| 2016 | ф | Розкол                                   | кор. 스플릿                      | Йонг Хун              |
| 2017 | ф | Фортеця Намхансансон                     | кор. 남한산성                    | Чільбок               |
| 2018 | ф | Дитячі гойдалки                          | кор. 스윙키즈                    | Кванг-кук             |
| 2019 | ф | Сваха                                    | кор. 사바하                      | Йо Саб                |
| 2021 | ф | Гіпноз                                   | кор. 최면                        |                       |
| 2022 | ф | Свята ніч: Мисливці на демонів           | Geo-rok-han: de-mun heon-teo-seu | Гімган                |

### Телебачення
| Рік       |   | Українська назва           | Оригінальна назва       | Роль                         |
| --------- | - | -------------------------- | ----------------------- | ---------------------------- |
| 2008—2008 | с | Повсякденне життя          | кор. 일지매             | Джа Дол (підліток) (4 серії) |
| 2012—2012 | с | Тепхунсу                   | кор. 대풍수             | молодий Джі Санг (7 серій)   |
| 2013—2013 | с | Книга сім'ї Гу             | кор. 구가의 서          | Юн Чон Юн (1 серія)          |
| 2015—2015 | с | Хто ти: Школа 2015         | кор. 후아유 - 학교 2015 | Пак Мін Джун (1 серія)       |
| 2016—2016 | с | Дзеркало відьми            | кор. 마녀보감           | Король Менджонг (4 серії)    |
| 2016—2016 | с | Нумо битися, примаро       | кор. 싸우자 귀신아      | Кім Ін-ранг (16 серій)       |
| 2017—2017 | с | Врятуй мене                | кор. 구해줘             | Чон Хун (16 серій)           |
| 2018—2018 | с | Поганий тато               | кор. 배드파파           | Кім Йон Де (32 серії)        |
| 2019—2019 | с | Готель дель Луна           | кор. 호텔 델루나        | Сеол Джи Вон (7 серій)       |
| 2020—2020 | с | Ітхевон клас               | кор. 이태원 클라쓰      | Лі Хо Джин (11 серій)        |
| 2020—2020 | с | Кінематографічна драма SF8 | кор. 시네마틱드라마 SF8 | Нам Ву (1 серія)             |
| 2021—2021 | с | Школа права                | кор. 로스쿨             | Со Чі Хо (16 серій)          |
| 2024—2024 | с | Гра в кальмара             | кор. 오징어 게임        | Парк Мін-су (5 серій)        |

### Поява в відеокліпах
| Рік  | Назва пісні             | Виконавець |
| ---- | ----------------------- | ---------- |
| 2014 | кор. 우리가 사는 이야기 | g.o.d      |
| 2019 | кор. 발라드             | Айтон      |

## Нагороди й номінації
| Рік  | Нагорода                         | Категорія                                                 | Номінована робота | Результат |
| ---- | -------------------------------- | --------------------------------------------------------- | ----------------- | --------- |
| 2010 | 8-ма Кінопремія Республіки Корея | Найкращий новий актор                                     | Поезія            | Номінація |
| 2011 | Блакитний дракон                 | Найкращий новий актор                                     | Лінія фронту      | Номінація |
| 2014 | Польова квітка                   | Найкращий актор                                           | Плутон            | Номінація |
| 2018 | MBC драма                        | Найкращий актор другого плану понеділко-вівторкової драми | Поганий тато      | Номінація |

## Особисте життя
Лі пішов на військову службу 18 жовтня 2021 року, опублікувавши фото в Instagram. Він був звільнений 17 квітня 2023 року.